# José Martínez Palomar
José Martínez Palomar, conegut com a Pepe Martínez, (València, 8 d'octubre de 1939) és un exfutbolista i exentrenador valencià. Actualment és el President del Comitè d'Entrenadors de la Federació de Futbol de la Comunitat Valenciana.

## Trajectòria
Després de jugar amb el filial del València, va romandre dues temporades al primer equip. Posteriorment va jugar 11 temporades al CE Sabadell, d'elles 7 a Primera Divisió i 4 en Segona. És el jugador amb més partits disputats a Primera Divisió en la història del Centre d'Esports Sabadell.
Es va retirar com a futbolista en la temporada 1974-75. Una temporada després va començar entrenant al CD Alcoià en hores baixes que havia caigut a la categoria de Regional Preferent, però abans d'acabar la temporada amb el club d'Alcoi va fitxar pel CE Sabadell. En la seva primera etapa com a entrenador del Sabadell va estar 5 temporades, va agafar l'equip en Tercera Divisió i el va pujar a Segona Divisió en la seva segona temporada, categoria en la qual va entrenar l'equip fins a la seva marxa el 1980.
Posteriorment va entrenar a l'UD Alzira, Llevant UE i novament a l'Alcoià. La temporada 1980-1981 va ascendir al Deportivo de la Corunya a Segona Divisió. A la temporada 1986/87 va fitxar pel CE Sabadell a mitjan lliga amb l'objectiu d'aconseguir la salvació, la qual cosa va aconseguir en aquesta temporada, però seria destituït en la següent a mitjan temporada per la mala ratxa de resultats. A 1988 va fitxar per l'Hèrcules en Segona "B" i va ser destituït el 3 de novembre. A mitjan temporada 1989/90 es va fer càrrec del Llevant Unió Esportiva. El 13 de gener de 1992 l'entrenador valencià va iniciar la seva tercera etapa en l'equip vallesà. Va aterrar al mercat d'hivern substituint Antonio Olmo, i l'equip va acabar en 9è lloc de Segona Divisió que li va valer perquè continués entrenant a la temporada 1992/93. La temporada següent va ser destituït a principis de 1993. La temporada 2000/01 mentre entrenava a l'Alzira a Segona "B" va rebre una oferta per entrenar el Beijing Guoan de la Xina, oferta que finalment no va fructificar. Actualment és el President del Comitè d'Entrenadors de la Federació de Futbol de la Comunitat Valenciana.